# Острво Маквори
Острво Маквори (енгл. Macquarie Island) острво у Јужном Пацифику око 1,5 хиљада км југоисточно од Тасманије.

## Географија
Површина надводног вулканског гребена износи око 128 км², највиша висина до 420 метара надморске висине. Острво је најјужнија тачка Аустралије.
Острво Маквори се налази у близини малог архипелага, Острва Џаџ и Кларк.

### Клима
Клима на острвима је влажна субантарктичка са јаким ветровима. Просечна месечна температура се креће од +3,4 °C до +7,1 °C (просек +4,9 °C). Количина падавина око 912 мм годишње, углавном у облику росуље, пада током целе године.

### Флора и фауна
Флора је представљена само травнатом вегетацијом. По острву расте и ендемска врста субантарктичког купуса. На северном рту острва налазе се колоније морских слонова. А постоје и велике колоније више врста пингвина, као што су краљевски пингвини, магарећи пингвини, папуански пингвини и ендемски макворијски пингвини. У водама око острва налазе се китови, а у приобалним водама постоје велике колоније смеђе алге. На острву постоје и многобројне врсте птица.
Као резултат људског утицаја на природу, острво је насељено зечевима и мачкама.

## Историја
Острво је откривено 1810. године. Већ 1820. острво је посетио чувени истраживач Фабијан Готлиб фон Белингсхаузен. Острво је добило име по тадашњем гувернеру Новог Јужног Велса.

## Становништво
Острво се налази под јурисдикцијом аустралијске државе Тасманије и сталних становника на острву нема. Међутим, острво често посећују научници. Поред тога, ту је аустралијска станица Маквори Ајланд у којој, у сезониради, ради од 25 до 40 запослених.